# Беларусь на зимних Олимпийских играх 2006
На зимних Олимпийских играх в Турине Беларусь представляли 28 спортсменов. Серебряным призёром игр стал фристайлист Дмитрий Дащинский.

## 02!Серебро
- фристайл, мужчины — Дмитрий Дащинский.

## Биатлон
Мужчины, индивидуальная гонка 20 км (11 февраля)
- Сергей Новиков
  1. 3 штрафных
  2. Результат — 58:02.6 (24 место)
- Владимир Драчёв
  1. 4 штрафных
  2. Результат — 59:59.5 (43 место)
- Рустам Валиулин
  1. 5 штрафных
  2. Результат — 1:00:04.1 (46 место)
- Александр Сыман
  1. 7 штрафных
  2. Результат — 1:03:31.4 (72 место)

Мужчины, спринт 10 км (14 февраля)
- Рустам Валиулин
  1. 2 штрафных
  2. Результат — 28:08.4 (25 место)
- Олег Рыженков
  1. 1 штрафных
  2. Результат — 28:15.9 (30 место)
- Сергей Новиков
  1. 1 штрафных
  2. Результат — 28:18.5 (32 место)
- Владимир Драчёв
  1. 3 штрафных
  2. Результат — 29:48.3 (63 место)

Мужчины, гонка преследования 12,5 км (18 февраля)
- Рустам Валиулин
  1. 5 штрафных
  2. Результат — +3:12.5 (28 место)
- Олег Рыженков
  1. 5 штрафных
  2. Результат — +3:17.6 (29 место)
- Сергей Новиков
  1. 4 штрафных
  2. Результат — +3:29.4 (32 место)

Мужчины, эстафета 4x7.5 км (21 февраля)
- Александр Сыман
  1. 0+5 штрафных
  2. Результат — 22:04.4
- Сергей Новиков
  1. 0+2 штрафных
  2. Результат — 42:40.4
- Рустам Валиулин
  1. 1+5 штрафных
  2. Результат — 1:04:26.8
- Олег Рыженков
  1. 0+3 штрафных
  2. Результат — 1:25:04.1 (11 место)

Женщины, индивидуальная гонка 15 км (13 февраля)
- Ольга Назарова
  1. 2 штрафных
  2. Результат — 51:59.6 (7 место)
- Елена Зубрилова
  1. 1 штрафных
  2. Результат — 52:55.6 (14 место)
- Екатерина Иванова
  1. 6 штрафных
  2. Результат — 56:09.7 (44 место)
- Ксения Зикункова
  1. 8 штрафных
  2. Результат — 1:02:17.5 (76 место)

Женщины, спринт 7.5 км (16 февраля)
- Елена Зубрилова
  1. 0 штрафных
  2. Результат — 22:40.5 (5 место)
- Ольга Назарова
  1. 0 штрафных
  2. Результат — 22:53.2 (8 место)
- Екатерина Иванова
  1. 4 штрафных
  2. Результат — 24:30.8 (37 место)
- Людмила Ананько
  1. 1 штрафных
  2. Результат — 24:36.1 (42 место)

Женщины, гонка преследования 10 км (18 февраля)
- Ольга Назарова
  1. 3 штрафных
  2. Результат — +2:26.1 (7 место)
- Елена Зубрилова
  1. 8 штрафных
  2. Результат — +4:59.3 (25 место)
- Екатерина Иванова
  1. 7 штрафных
  2. Результат — +5:31.9 (29 место)
- Людмила Ананько
  1. 8 штрафных
  2. Из гонки выбыла

Женщины, эстафета 4x6 км (23 февраля)
- Екатерина Иванова
  1. 0+2 штрафных
  2. Результат — 19:33.0 (+26.7) (5 промежуточное место)
- Ольга Назарова
  1. 0+4 штрафных
  2. Результат — 39:18.8 (+1:16.3) (4 промежуточное место)
- Людмила Ананько
  1. 0+1 штрафных
  2. Результат — 59:12.7 (+2:03.4) (3 промежуточное место)
- Елена Зубрилова
  1. 0+1 штрафных
  2. Результат — 1:19:19.6 (+3:07.1) (4 место)

Женщины, масс-старт 12,5 км (25 февраля)
- Ольга Назарова
  1. 1 штрафных
  2. Результат — +1:14.0 (6 место)
- Елена Зубрилова
  1. 4 штрафных
  2. Результат — +2:35.8 (16 место)

## Лыжные гонки
Мужчины, дуатлон 30 км (15+15) (12 февраля)
- Сергей Долидович
- Александр Лазуткин[1]

Мужчины, командный спринт (14 февраля)
- Сергей Долидович
- Александр Лазуткин

Мужчины, 15 км классическим стилем (17 февраля)
- Сергей Долидович
- Александр Лазуткин
  1. Результат — 39:35.3 (16 место)

Мужчины, спринт (22 февраля)
- Александр Лазуткин
  1. Квалификация — результат 2:25.79 (52 место) (не проходит)

Мужчины, масс-старт 50 км (26 февраля)
- Сергей Долидович
  1. Результат 2:06:22.4 (+10.6) (12 место)
- Александр Лазуткин
  1. Результат 2:08:40.4 (+2:28.6) (40 место)

Женщины, дуатлон 15 км (7,5+7,5) (12 февраля)
- Елена Санникова
  1. Результат — 47:05.6 (43 место)
- Людмила Королик-Шабловская
  1. Результат — 47:07.2 (44 место)
- Екатерина Рудакова-Булавка
  1. Результат — 48:09.2 (49 место)
- Ольга Василёнок
  1. Результат — 48:20.4 (51 место)

Женщины, 10 км классическим стилем (16 февраля)
- Елена Санникова
  1. Результат — 30:15.1 (29 место)
- Людмила Королик-Шабловская
  1. Результат — 30:23.6 (30 место)

Женщины, эстафета 4x5 км (18 февраля)
- Елена Санникова
  1. Результат команды — 14:54.0 (11 промежуточное место)
- Людмила Королик-Шабловская
  1. Результат команды — 30:18.0 (14 промежуточное место)
- Екатерина Рудакова-Булавка
  1. Результат команды — 44:27.9 (15 промежуточное место)
- Ольга Василёнок
  1. Результат команды — 58:19.5 (15 окончательное место)

Женщины, спринт (22 февраля)
- Виктория Лопатина
  1. Квалификация — результат 2:16.36 (16 место)
  2. Четвертьфинал — результат 2:24.8 (5 место) (не проходит)
- Ольга Василёнок
  1. Квалификация — результат 2:18.12 (29 место)
  2. Четвертьфинал — результат 2:16.6 (5 место) (не проходит)
- Екатерина Рудакова-Булавка
  1. Квалификация — результат 2:23.19 (51 место) (не проходит)

Женщины, масс-старт 30 км (24 февраля)
- Людмила Королик-Шабловская
  1. Результат 1:27:44.4 (26 место)
- Ольга Василёнок
  1. Результат 1:29:22.8 (34 место)
- Елена Санникова
  1. Результат 1:29:30.4 (35 место)
- Виктория Лопатина
  1. Результат 1:31:47.3 (44 место)

## Фристайл (акробатика)
Женщины, квалификация (19 февраля Перенесена на 21 февраля)
- Алла Цупер
  1. 168.99 баллов (8 место)
- Ассоль Сливец
  1. 163.20 баллов (11 место)

Женщины, финал (22 февраля)
- Ассоль Сливец
  1. 177.75 баллов (5 место)
- Алла Цупер
  1. 137.84 баллов (10 место)

Мужчины, квалификация (20 февраля)
- Дмитрий Дащинский
  1. 249.34 баллов (2 место)
- Алексей Гришин
  1. 242.87 баллов (4 место)
- Антон Кушнир
  1. 226.33 баллов (10 место)
- Дмитрий Рак
  1. 172.47 баллов (24 место) (не проходит)

Мужчины, финал (23 февраля)
- Дмитрий Дащинский
  1. 248.68 баллов (2 место)
- Алексей Гришин
  1. 245.18 баллов (4 место)
- Антон Кушнир
  1. 227.66 баллов (8 место)

## Фигурное катание
- Сергей Давыдов
  1. Короткая программа — 64.65 баллов (14 место)
  2. Произвольная программа — 119.94 баллов (16 место)
  3. Итоговый балл — 184.59 (15 место)

## Конькобежный спорт
| Спортсмен         | Дистанция | 1 забег   | 1 забег | 2 забег   | 2 забег | Результат | Место |
| Спортсмен         | Дистанция | Результат | Место   | Результат | Место   | Результат | Место |
| ----------------- | --------- | --------- | ------- | --------- | ------- | --------- | ----- |
| Светлана Радкевич | 500 м     | 40,45     | 29      | 39,91     | 26      | 80,36     | 27    |
| Светлана Радкевич | 1000 м    |           |         |           |         | 1.20,11   | 33    |

## Шорт-трек
Женщины, 500 м (12 февраля)
- Юлия Елсакова
  1. Квалификационный заезд — 0:47.726 (Не проходит)

Женщины, 1500 м (18 февраля)
- Юлия Елсакова
  1. Квалификационный заезд — 2:33.564 (Не проходит)

Женщины, 1000 м (22 февраля)
- Юлия Елсакова
  1. Квалификационный заезд — 1:36.885 (Не проходит)

## Прыжки с трамплина
Men’s NH Individual (12 февраля)
- Максим Анисимов
  1. Квалификационная попытка — 108.0 баллов
  2. 1-я попытка — 110.5 баллов (Не проходит)
- Пётр Чаадаев
  1. Квалификационная попытка — 95.5 баллов (Не проходит)

Men’s LH Individual (17 февраля)
- Максим Анисимов
  1. Квалификационная попытка — 68.6 баллов (Не проходит)
- Пётр Чаадаев
  1. Квалификационная попытка — дисквалифицирован

## Хоккей
Белоруссия не прошла квалификацию в мужском хоккее, проводившеюся в феврале 2005 в Риге. Латвия победила команды Белоруссии, Польши и Словении, и получило одно из трех мест на Олимпийские игры 2006. Белоруссия заняла вторую позицию, победив команды Польши и Словении